# Urochroa
Urochroa es un género de aves apodiformes de la familia Trochilidae —los colibríes—que agrupa a dos especies nativas de América del Sur, cuyas áreas de distribución a lo largo de la cordillera de los Andes se encuentran entre el centro oeste de Colombia y el norte de Perú. A sus miembros se les conoce por el nombre común de colibríes o estrellas. El género era monotípico hasta la separación de la única especie en dos.

## Características
Los colibríes de este género son grandes, miden en promedio 15 cm de longitud. El pico es largo, recto y negro. De color predominante verde oscuro, con un babero azul resplandeciente, vientre y subcaudales grises, rectrices laterales blancas con bordes y ápices negruzcos. Las hembras son semejantes.

## Taxonomía
El género Urochroa fue propuesto por el ornitólogo británico John Gould en 1856, la especie tipo originalmente designada por monotipia fue Trochilus bougueri, actual Urochroa bougueri.
La especie U. leucura fue históricamente tratada como una subespecie de U. bougueri, con el presente género monotípico, hasta que fue elevada a especie plena por algunos autores con base en significativas diferencias morfológicas y de plumaje. Lo que fue posteriormente seguido por las principales clasificaciones y reconocido en la Propuesta No 775 al Comité de Clasificación de Sudamérica (SACC).

### Etimología
El nombre genérico femenino «Urochroa» se compone de las palabras del griego «oura» que significa ‘cola’, y «khroa» que significa ‘color’, ‘complexión’.

## Lista de especies
Según las clasificaciones del Congreso Ornitológico Internacional (IOC) y Clements Checklist/eBird, el género agrupa a las siguientes especies con el respectivo nombre popular:
| Imagen | Nombre científico | Autor            | Nombre común                  | Estado de conservación | Distribución |
| ------ | ----------------- | ---------------- | ----------------------------- | ---------------------- | ------------ |
|        | Urochroa bougueri | (Bourcier), 1851 | colibrí de Bouguer occidental | LC                     |              |
|        | Urochroa leucura  | Lawrence, 1864   | colibrí de Bouguer oriental   | LC                     |              |